# Isachne comata
Isachne comata är en gräsart som beskrevs av William Munro och Eduard Hackel. Isachne comata ingår i släktet Isachne och familjen gräs. Inga underarter finns listade i Catalogue of Life.